# San Prisco
San Prisco är en ort och kommun i provinsen Caserta i regionen Kampanien i Italien. Kommunen hade 12 333 invånare (2017).